# Schizomavella teresae
Schizomavella teresae är en mossdjursart som beskrevs av Reverter-Gil och Fernandez-Pulpeiro 1996. Schizomavella teresae ingår i släktet Schizomavella och familjen Bitectiporidae. Inga underarter finns listade i Catalogue of Life.